# Parque da Paz (Seattle)

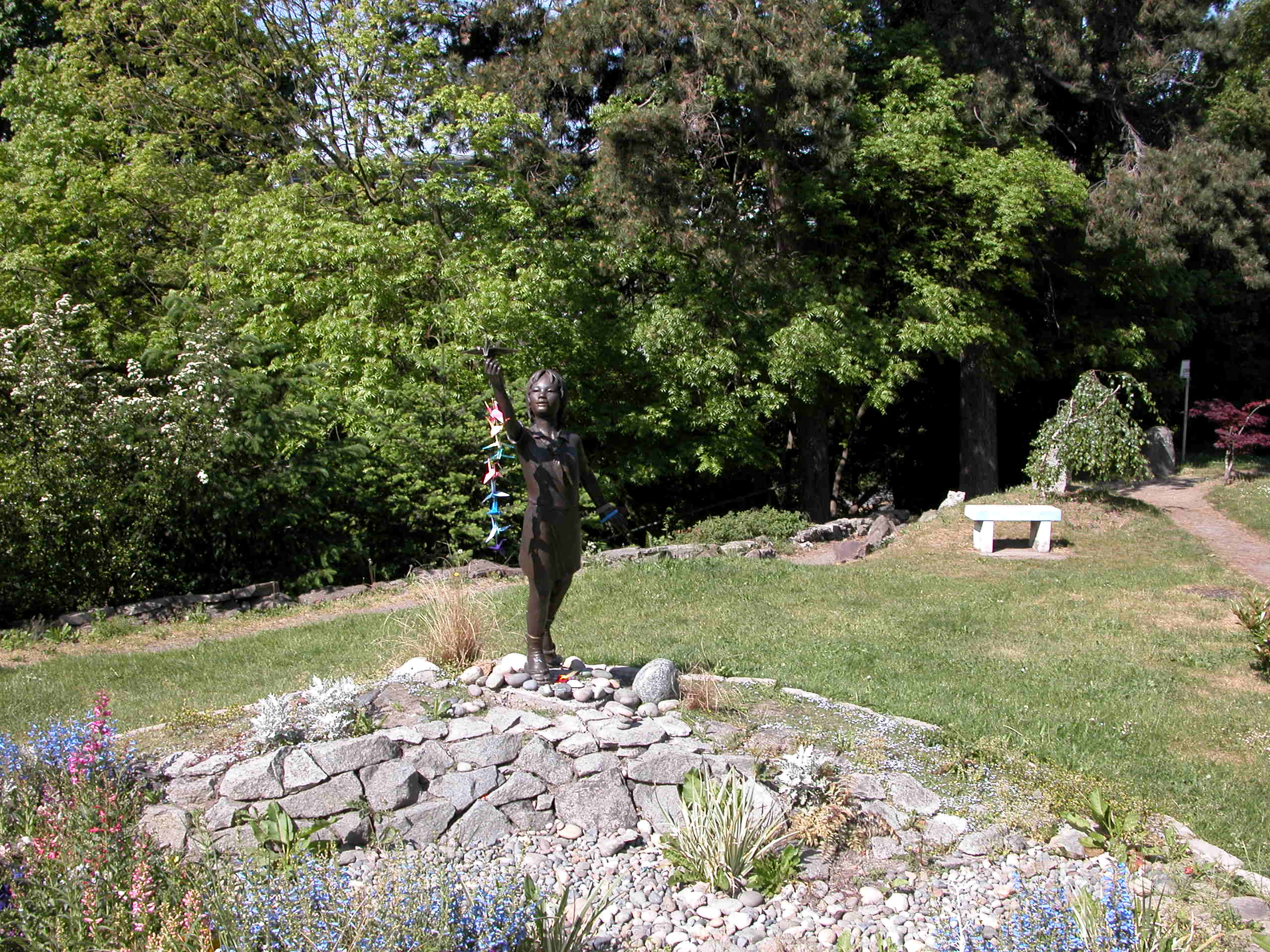
Estátua de Sadako Sasaki no Parque da Paz

Parque da Paz é um parque localizado no Distrito da Universidade de Seattle, na esquina do N.E. 40th Street e 9th Avenue N.E., no extremo norte da University Bridge. Construída por Floyd Schmoe, vencedor do Prêmio da Paz de Hiroshima em 1988, e dedicada no dia 6 de Agosto de 1990, 45 anos após o bombardeamento atômico de Hiroshima, é casa de uma estátua de bronze em tamanho real de Sadako Sasaki, esculpida por Daryl Smith. Após a estátua ser vandalizada em Dezembro de 2003, um número de pessoas, incluindo a família de Sadako, requisitou que a estátua fosse recolocada no Green Lake Park. Ultimamente, o Seattle Parks Department decidiu que a estátua devia permanecer no Parque da Paz, e após a restauração ela foi devolvida no meio de Janeiro de 2005.
A estátua foi novamente vandalizada em Setembro de 2012, mas foi reparada.
Estudantes e outros ao redor da cidade de Seattle e outros lugares frequentemente deixam cordas de Tsurus da paz na estátua, aparentemente seguindo o costume japonês dos 'Mil Tsurus de Origami'
- Este artigo foi inicialmente traduzido, total ou parcialmente, do artigo da Wikipédia em inglês cujo título é «Peace Park (Seattle)».